# Bernt Gustavsson
Bernt Gustavsson, född 1946 i Katrineholm, författare och professor emeritus i pedagogik.
2015 professor i Pedagogisk filosofi på NTNU, Norges tekniskt-naturvetenskapliga universitet i Trondheim.
Tidigare professor i Utbildning och demokrati på Örebro universitet.